# Кун, Эндрю
Эндрю Кун (англ. Andrew Steyn Kuhn; род. 7 мая 1997 года, Оудсхурн) — южноафриканский регбист, игрок первой линии команды «Грикуас».

## Биография
Воспитанник школы клуба «Саут Вестерн Дистриктс Иглз», в составе которого выступал с 2010 по 2015 годы, позже перешёл в «Фри Стейт Читаз». В 2017 дебютировал во взрослом регби. В том же году был кандидатом в молодежную сборную (до 20 лет). Зимой 2020 году перешел в московскую «Славу». Дебютировал во 2-м туре сезона 2020\2021 против подмосковного ВВА-Подмосковье, выйдя на замену.

## Допинг
В 2018 году Кун был дисквалифицирован на два года за употребление тамоксифена.